# Vyšnij Dubovec (okres Ťačiv)
Vyšnij Dubovec (ukrajinsky Вишній Дубовець, rusínsky Вышньый Дубовиць, maďarsky Felsőpatakvölgy) je osada obce Dubove, v Dubovské územní komunitě, v okrese Ťačiv, v Zakarpatské oblasti Ukrajiny. V roce 2025 zde žilo 714 obyvatel.
Je zde mužský klášter (monastýr) svatého Jana Křtitele (ukrajinsky Свято-предтеченський чоловічий монастир).